# Fufu

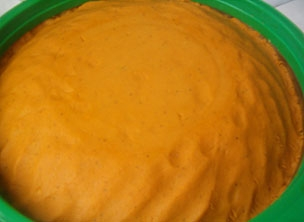
Fufu

Fufu je africký pokrm připomínající hustou bramborovou kaši nebo těsto na bramborové knedlíky. Vyrábí se z maniokové, plantainové, kukuřičné ale i pšeničné mouky či krupice a vody. Většinou není nijak ochucen. Chuť má neutrální až mdlou. Slouží jako příloha k naopak výrazným pikantním omáčkám z ryb, masa nebo zeleniny. Jako základní příloha je rozšířená ve středozápadní Africe – Konžská demokratická republika, Konžská republika, Angola, Ghana. Ale lze se s ním setkat i v Jižní Americe.

## Příprava
Spočívá v zamíchání krupice do vroucí vody tak, že se vznikne hladká hustá kaše, která se nechá ještě chvilku probublat, aby se krupice dostatečně rozpustila.[ujasnit]
Jí se většinou rukou, kdy se malými kousky fufu nabírá omáčka.